# Louis Cordice
Louis Cordice (nacido el 1 de octubre de 1989) es un actor británico. Fue el elegido para interpretar al estudiante de Slytherin Blaise Zabini en las películas de Harry Potter; Harry Potter y el Principe Mestizo y Harry Potter y las Reliquias de la Muerte.

## Vida personal
En marzo de 2019, Louis Cordice anunció su compromiso con Natalie Green en Instagram. Fue padre de un niño en 2016. En julio de 2020 anunció que estaba esperando su segundo hijo. Su hija Isla nació en diciembre de ese año.

## Filmografía

### Cine
- 2009 - Harry Potter y el Principe Mestizo......................................Blaise Zabini.
- 2010 - Harry Potter y las Reliquias de la Muerte.......................................Blaise Zabini.